# 托巴科蘭丁 (印地安納州)
托巴科蘭丁（英語：Tobacco Landing）是位於美國印地安納州哈里森縣的一個非建制地區。該地的面積和人口皆未知。